# Jarda Hypochondr
Jarda Hypochondr (* 11. ledna 1959, Jihlava; vl. jménem Jaroslav Hrdlička) je český zpěvák, moderátor, hudební skladatel, textař a podnikatel.

## Život
Narodil se v 11. ledna 1959 v Jihlavě. Od 14 let hrál ve skupině Rytmus (1973–1976), následně prošel i skupinami Parazit (1976–1978), Wat 79 (1979–1981) a Filtr (1982–1983). Skupina Filtr se rozpadla v roce 1983 poté, co jim Okresní výbor Komunistické strany Československa zakázal vystupování v okrese Jihlava a skupina byla nazvána ideologickou diverzí ze západu.[zdroj?] Následně zamířil do Brna, kde se věnoval profesionální umělecké tvorbě. V roce 1985 působil krátce ve skupině Rotos a pak vystupoval dva měsíce s J. Hrbáčkem v Norsku. V roce 1986 se objevil ve skupině Vega, se kterou vystupoval v Západním Německu. V roce 1989 založil skupinu Relax, s níž hrál v Itálii, Rakousku a Německu. V Německu se posléze i usazuje a o rok později zakládá skupinu Hollywood, vystupující po celé západní Evropě. Od roku 1996 vlastní v Jiříně u Jihlavy statek, kde vybudoval vlastní nahrávací studio. Od roku 2000 je hlavním pořadatelem hudebního festivalu Jiřínské léto, kde také vystupuje. V roce 2002 Hollywood opustil a zamířil na Vysočinu, kde vytvořil skupinu Divná parta. Od 1. března 2013 vede v Jihlavě sport-klub Pinecklub.cz. Téhož roku se podílel na comebacku skupiny Filtr. V roce 2016 otevřel v Jihlavě největší zábavní park na Vysočině ROBINSON . V současné době žije v Jihlavě v Henčově a také moderuje pořad Písničky pro Vysočinu na Českém rozhlasu Vysočina.

### Rodinný život
Je ženatý a s manželkou Lucií má dceru Elu a z prvního manželství Anetu a syny Jaroslava (Kyklos Galaktikos) a Martina (Pio Squad).

## Dílo
Proslavil se především svým hitem Šenkýřka, který se objevil již na jeho prvním albu v roce 2003. Na třetím albu se v roce 2006 objevila píseň Tančírna Čas, kterou později zazpíval na TV Nova v pořadu Go Go šou s Janou Adamcovou v doprovodu Orchestru Felixe Slováčka.
Kromě pětice alb vydal také dva singly. V roce 2009 nahrál se skupinou Divná parta 3 pípy a později s Naďou Urbánkovou nazpíval Kamínky pro štěstí. Kromě toho je autorem hymny celku HC Dukla Jihlava.

### Umístění na Českém slavíkovi
- 2004 – 80. místo – 388 bodů[3]
- 2005 – 21. místo – 1 477 bodů[4]
- 2006 – 37. místo – 1 087 bodů[5]
- 2007 – 89. místo – 213 bodů[6]
- 2008 – 92. místo – 281 bodů[7]
- 2009 – 60. místo – 410 bodů[8]
- 2010 – 123. místo – 118 bodů[9]
- 2011 – 136. místo – 137 hlasů
- 2012 – 112. místo – 165 bodů[10]

### Diskografie
- Šenkýřka na chodbě (2003, Multisonic a.s.)
- Třetí zuby (2004, Multisonic a.s.)
- Těžká váha (2006, Multisonic a.s.)
- Divná parta (2007, Multisonic a.s.)
- Tak dost (2009, DELON mode s.r.o.)
- Pivní tácek (2016, DELON mode s.r.o.)
- Pohodovky (2018, DELON mode s.r.o.)